# ナストロ・ダルジェント主演女優賞
ナストロ・ダルジェント主演女優賞（伊語Nastro d'Argento alla migliore attrice protagonista、英語Nastro d'Argento Best Actress、日本語訳：銀リボン賞）は、ナストロ・ダルジェント賞の部門のひとつである。
2017年時点での最多受賞はマリアンジェラ・メラート（1941年 - 2013年）とマルゲリータ・ブイ（1962年 - ）の5回である。

## 1940年代
- 1946年 - クララ・カラマイ - 『不貞の女』（L'adultera）（監督：ドゥイリオ・コレッティ）
- 1947年 - アリダ・ヴァリ - 『ウージェニー・グランデ』（Eugenia Grandet、監督：マリオ・ソルダーティ）
- 1948年 - アンナ・マニャーニ - 『婦人代議士アンジェリーナ』（L'onorevole Angelina、監督：ルイジ・ザンパ）
- 1949年 - アンナ・マニャーニ - 『アモーレ』（L'amore、監督：ロベルト・ロッセリーニ）　※2度目

## 1950年代
- 1950年 - ※該当者なし
- 1951年
  - - ピア・アンジェリ - 『明日では遅すぎる』（Domani è troppo tarde、監督：レオニード・モギー）
  - - イングリッド・バーグマン - 『ストロンボリ / 神の土地』（Stromboli、監督：ロベルト・ロッセリーニ）※イタリア映画に貢献した最優秀外国人女優として
- 1952年 - アンナ・マニャーニ - 『ベリッシマ』（Bellissima、監督：ルキノ・ヴィスコンティ）　※3度目
- 1953年 - イングリッド・バーグマン - 『ヨーロッパ一九五一年』（Europa '51、監督：ロベルト・ロッセリーニ）　※2度目
- 1954年 - ジーナ・ロロブリジーダ - 『パンと恋と夢』（Pane, amore e fantasia、監督：ルイジ・コメンチーニ）
- 1955年 - シルヴァーナ・マンガーノ - 『ナポリの黄金』（L'oro di Napoli、監督：ヴィットリオ・デ・シーカ）
- 1956年 - ※該当者なし
- 1957年 - アンナ・マニャーニ - 『修道女レティジア』（Suor Letizia、監督：マリオ・カメリーニ）　※4度目
- 1958年 - ジュリエッタ・マシーナ - 『カビリアの夜』（Le notti di Cabiria、監督：フェデリコ・フェリーニ）
- 1959年 - ※該当者なし

## 1960年代
- 1960年 - エレオノラ・ロッシ＝ドラゴ - 『激しい季節』（Estate violenta、監督：ヴァレリオ・ズルリーニ）
- 1961年 - ソフィア・ローレン - 『ふたりの女』（La Ciociara、監督：ヴィットリオ・デ・シーカ）
- 1962年 - ※該当者なし
- 1963年 - ジーナ・ロロブリジーダ - 『皇帝のビーナス』（Venere imperiale、監督：ジャン・ドラノワ）　※2度目
- 1964年 - シルヴァーナ・マンガーノ -  『Il processo di Verona』（監督：カルロ・リッツァーニ）　※2度目
- 1965年 - クラウディア・カルディナーレ - 『ブーベの恋人』（La ragazza di Bube、監督：ルイジ・コメンチーニ）
- 1966年 - ジョヴァンナ・ラリ Giovanna Ralli - 『La fuga』（監督：パオロ・スピノーラ）
- 1967年 - リザ・ガストーニ Lisa Gastoni - 『目をさまして殺せ』（Svegliati e uccidi、監督：カルロ・リッツァーニ）
- 1968年 - ※該当者なし
- 1969年 - モニカ・ヴィッティ - 『結婚大追跡』（La ragazza con la pistola、監督：マリオ・モニチェリ）

## 1970年代
- 1970年 - パオラ・ピタゴーラ Paola Pitagora - 『Senza sapere niente di lei』（監督：ルイジ・コメンチーニ）
- 1971年 - オッタヴィア・ピッコロ - 『わが青春のフロレンス』（Metello、監督：マウロ・ボロニーニ）
- 1972年 - マリアンジェラ・メラート Mariangela Melato - 『労働者階級は天国に入る』（La classe operaia va in paradiso、監督：エリオ・ペトリ）
- 1973年 - マリアンジェラ・メラート - 『Mimì metallurgico ferito nell'onore』（監督：リナ・ウェルトミューラー）　※2度目
- 1974年 - ラウラ・アントネッリ - 『青い体験』（監督：サルヴァトーレ・サンペリ）
- 1975年 - リザ・ガストーニ - 『Amore amaro』（監督：フロレスターノ・ヴァンチーニ）　※2度目
- 1976年 - モニカ・ヴィッティ - 『アヒルのオレンジ風味』（L'anatra all'arancia、監督：ルチアーノ・サルチェ）　※2度目
- 1977年 - マリアンジェラ・メラート - 『Caro Michele』（監督：マリオ・モニチェリ）　※3度目
- 1978年 - ソフィア・ローレン - 『特別な一日』（Una giornata particolare、監督：エットーレ・スコラ）　※2度目
- 1979年 - マリアンジェラ・メラート - 『Dimenticare Venezia』（監督：フランコ・ブルサーティ）　※4度目

## 1980年代
- 1980年 - イーダ・デ・ベネデット Ida De Benedetto - 『Immacolata e concetta - l'altra gelosia』（監督：サルヴァトーレ・ピスチチェリ）
- 1981年 - マリアンジェラ・メラート - 『Aiutami a sognare』（監督：プピ・アヴァティ）　※5度目
- 1982年 - エレオノーラ・ジョルジ Eleonora Giorgi - 『Borotalco』（監督：カルロ・ヴェルドーネ）
- 1983年 - ジュリアナ・デ・シオ Giuliana De Sio - 『ハスラー・ザ・ファイナル』（Io, Chiara e lo scuro、監督：マウリツィオ・ポンツィ）
- 1984年 - リディア・ブロッコリーノ Lidia Broccolino - 『追憶の旅』（Una gita scolastica、監督：プピ・アヴァティ）
- 1985年 - クラウディア・カルディナーレ - 『クラレッタ・ペタッチの伝説』（Claretta、監督：パスクァーレ・スキティエリ）　※2度目
- 1986年 - ジュリエッタ・マシーナ - 『ジンジャーとフレッド』（Ginger e Fred、監督：フェデリコ・フェリーニ）　※2度目
- 1987年 - ヴァレリア・ゴリノ - 『Storia d'amore』）監督：フランチェスコ・マゼッリ）
- 1988年 - オルネラ・ムーティ - 『Io e mia sorella』（監督：カルロ・ヴェルドーネ）
- 1989年 - オルネラ・ムーティ - 『Codice privato』（監督：フランチェスコ・マゼッリ）　※2度目

## 1990年代
- 1990年 - ヴィルナ・リージ - 『Buon natale...Buon anno』（監督：ルイジ・コメンチーニ）
- 1991年 - マルゲリータ・ブイ - 『殺意のサン・マルコ駅（イタリア語版）』（La stazione、監督：セルジオ・ルビーニ（イタリア語版））
- 1992年 - フランチェスカ・ネリ - 『Pensavo fosse amore invece era un calesse』（監督：マッシモ・トロイージ）
- 1993年 - アントネラ・ポンツィアーニ（イタリア語版） - 『Verso sud』（監督：パスクァーレ・ポッツェッセーレ）
- 1994年 - キアラ・カゼッリ - 『Dove siete? Io sono qui』（監督：リリアーナ・カヴァーニ）
- 1995年 - サブリナ・フェリッリ - 『La bella vita』（監督：パオロ・ヴィルツィ）
- 1996年 - アンナ・ボナイウート（イタリア語版） - 『愛に戸惑って』（L'amore molesto、監督：マリオ・マルトーネ）
- 1997年
  - イアイア・フォルテ（イタリア語版） - 『ルナとその影（イタリア語版）』[1]（Luna e l'altra、監督：マウリツィオ・ニケッティ）
  - ヴィルナ・リージ - 『心のおもむくままに（イタリア語版）』（Va' dove ti porta il cuore、監督：クリスチナ・コメンチーニ）　※2度目
- 1998年 - フランチェスカ・ネリ - 『ライブ・フレッシュ』（Carne trémula、監督：ペドロ・アルモドバル、スペイン語映画）　※2度目
- 1999年 - ジョヴァンナ・メッツォジョルノ - 『Del perduto amore』（監督：ミケーレ・プラチド）

## 2000年代
- 2000年 - リーチャ・マリェッタ（英語版） - 『ベニスで恋して』（Pane e tulipani、監督：シルヴィオ・ソルディーニ）
- 2001年 - マルゲリータ・ブイ - 『無邪気な妖精たち』[2]（Le fate ignoranti、監督：フェルザン・オズペテク）　※2度目
- 2002年 - ヴァレリア・ゴリノ - 『グラツィアの島（英語版）』（Respiro、監督：エマヌエーレ・クリアレーゼ）　※2度目
- 2003年 - ジョヴァンナ・メッツォジョルノ - 『Ilaria Alpi - Il più crudele dei giorni』（監督：フェルディナンド・ヴィンチェンティーニ・オリルニャーニ）および『向かいの窓』（La Finestra di fronte、監督：フェルザン・オズペテク） の2作に対して　※2度目
- 2004年 - ジャスミン・トリンカ、アドリアーナ・アスティ（英語版）、ソニア・ベルガマスコ と マヤ・サンサ - 『輝ける青春』（La meglio gioventù、監督：マルコ・トゥリオ・ジョルダーナ）の4人に対して
- 2005年 - ラウラ・モランテ - 『L'amore è eterno finché dura』（監督：カルロ・ヴェルドーネ）
- 2006年 - カーティア・リッチャレッリ  - 『二度目の結婚（イタリア語版）』[3]（La seconda notte di nozze、監督：プピ・アヴァーティ）
- 2007年 - マルゲリータ・ブイ - 『対角に土星（イタリア語版）』（Saturno Contro、監督：フェルザン・オズペテク）　※3度目
- 2008年 - マルゲリータ・ブイ - 『日々と雲行き（イタリア語版）』（Giorni e nuvole、監督：シルヴィオ・ソルディーニ）　※4度目
- 2009年 - ジョヴァンナ・メッツォジョルノ - 『愛の勝利を ムッソリーニを愛した女』（Vincere、監督：マルコ・ベロッキオ）　※3度目

## 2010年代
- 2010年 - ミカエラ・ラマッツォッティ、 ステファニア・サンドレッリ - 『はじめての大切なもの（イタリア語版）』（La prima cosa bella、監督：パオロ・ヴィルズィ）
- 2011年 - アルバ・ロルヴァケル - 『素数たちの孤独』（La solitudine dei numeri primi、監督：Saverio Costanzo）
- 2012年 - ミカエラ・ラマツォッティ - 『天国は満席』（Posti in piedi in paradiso、監督：カルロ・ヴェルドーネ）および『Il cuore grande delle ragazze』（監督：プピ・アヴァティ）　※2度目
- 2013年 - ジャスミン・トリンカ - Un giorno devi andare（監督：Giorgio Diritti）、 Miele（監督：ヴァレリア・ゴリノ）　※2度目
- 2014年 - カシア・スムトゥニアク - 『カプチーノはお熱いうちに』（監督：フェルザン・オズペテク）
- 2015年 - マルゲリータ・ブイ - 『母よ、（イタリア語版）』（Mia madre、監督：ナンニ・モレッティ）　※5度目
- 2016年 - ヴァレリア・ブルーニ・テデスキ、ミカエラ・ラマツォッティ - 『歓びのトスカーナ（イタリア語版）』（La pazza gioia、監督：パオロ・ヴィルズィ）　※ラマツォッティは3度目
- 2017年 - ジャスミン・トリンカ - 『フォルトゥナータ（イタリア語版）』（Fortunata、監督：セルジオ・カステリット）　※3度目
- 2018年 - エレナ・ソフィア・リッチ（イタリア語版） - 『LORO 欲望のイタリア（イタリア語版）』（Loro、監督：パオロ・ソレンティーノ）
- 2019年 - アンナ・フォリエッタ（イタリア語版） - 『ある日突然に（イタリア語版）』（Un giorno all'improvviso、監督：チーロ・デミリオ（イタリア語版））

## 2020年代
- 2020年 - ジャスミン・トリンカ - 『幸運の女神』（La dea fortuna、監督：フェルザン・オズペテク）　※4度目
- 2021年 - テレーザ・サポナンジェロ（イタリア語版） - 『Il buco in testa（イタリア語版）』（監督：アントニオ・カプアーノ）
- 2022年 - テレーザ・サポナンジェロ - 『Hand of God -神の手が触れた日-』（È stata la mano di Dio、監督：パオロ・ソレンティーノ）　※2度目
- 2023年 - バルバラ・ロンキ - 『エドガルド・モルターラ ある少年の数奇な運命』（Rapito、監督：マルコ・ベロッキオ）
- 2024年 - ミカエラ・ラマッツォッティ - 『Felicità』（監督：ミカエラ・ラマッツォッティ）

## 註
1. ↑  1997年「洋画★シネフィル・イマジカ」放映題。
2. ↑  「イタリア映画祭2003」上映題。
3. ↑  イタリア映画祭2006、プーピ・アヴァーティ監督特集（2007年）上映題。